# Албешть (Яломіца)
Албешть, Албешті (рум. Albești) — село у повіті Яломіца в Румунії. Адміністративний центр комуни Албешть.
Село розташоване на відстані 82 км на схід від Бухареста, 18 км на захід від Слобозії, 126 км на захід від Констанци, 121 км на південний захід від Галаца.

## Населення
За даними перепису населення 2002 року у селі проживали 768 осіб, з них 767 осіб (99,9%) румунів. Рідною мовою 767 осіб (99,9%) назвали румунську.

## Відомі уродженці
- Василе Андрей (1955) — борець греко-римського стилю, дворазовий срібний та бронзовий призер чемпіонатів світу, дворазовий срібний та бронзовий призер чемпіонатів Європи, чемпіон та бронзовий призер Олімпійських ігор, срібний призер Універсіади.